# Sveabron

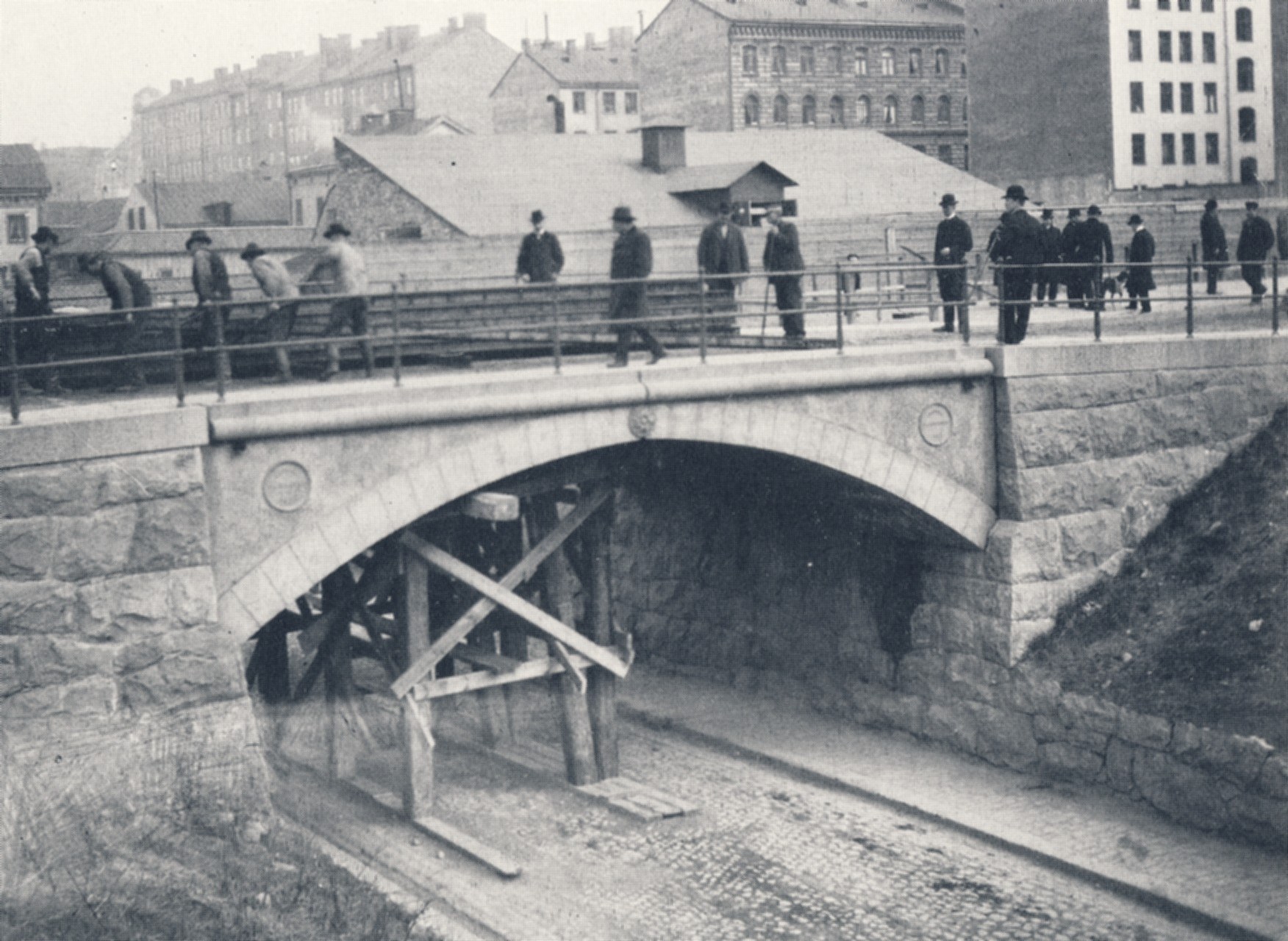
Sveabron, 1897.

Sveabron är en bro i Vasastan i Stockholm. Sveabron byggdes 1897 för Odengatans sträckning över Sveavägen och försvann på 1910-talet under utfyllnader, när Sveavägens nivå höjdes upp till Odengatans. Bron finns alltjämt kvar i marken under gatukorsningen.
Sveabron invigdes 1897 i samband med Allmänna konst- och industriutställningen. Vid den tiden gick Sveavägen fortfarande i ett lägre plan. Bron var planerad som en enkel träbro, men Skånska Cement erbjöd sig att bygga en bågbro av betong med en spännvidd på 8 meter och en bredd av 8 meter för endast 1800 kr och fick därmed uppdraget.
På 1910-talet höjdes Sveavägens sträckning upp till Odengatans nivå, men 1914 lät man bron ligga kvar i fyllnadsmassorna och Sveabron finns alltså fortfarande i marken under korsningen Sveavägen/Odengatan.
På 1950-talet konstaterades genom provborrningar att massorna hade satt sig och att det uppstått ett cirka en meter högt hålrum under brovalvet. Med tanke på den tunga trafiken över korsningen beslöt man att fylla håligheten med betong.

## Korsningen då och nu
| Sveabron över Sveavägen i augusti 1906, vy mot sydväst. I bakgrunden syns Observatoriekullen. Högra bilden är från mars 2009, vy i samma riktning. Under korsningen finns gamla Sveabron kvar. Observatoriekullen skyms nu av Stockholms stadsbibliotek. |  | Sveabron över Sveavägen i augusti 1906, vy mot sydväst. I bakgrunden syns Observatoriekullen. Högra bilden är från mars 2009, vy i samma riktning. Under korsningen finns gamla Sveabron kvar. Observatoriekullen skyms nu av Stockholms stadsbibliotek. |
| Sveabron över Sveavägen i augusti 1906, vy mot sydväst. I bakgrunden syns Observatoriekullen. Högra bilden är från mars 2009, vy i samma riktning. Under korsningen finns gamla Sveabron kvar. Observatoriekullen skyms nu av Stockholms stadsbibliotek. |  | |